# Viaduc du Lez
Le viaduc du Lez est un pont ferroviaire français qui permet au contournement ferroviaire de Nîmes et de Montpellier de franchir le Lez à Lattes, dans l'Hérault. Achevé en 2017 et mis en service en 2018, ce pont bow-string long de 576,4 mètres est le principal viaduc sur la ligne à grande vitesse.